# Volcán Colorados
El Volcán Cerro Colorados es una montaña, en la Región de Antofagasta, el Colorados (o Cerro Colorados) está situado a unos 45 kilómetros de San Pedro de Atacama, mide 6080 metros de altitud.

## Ubicación

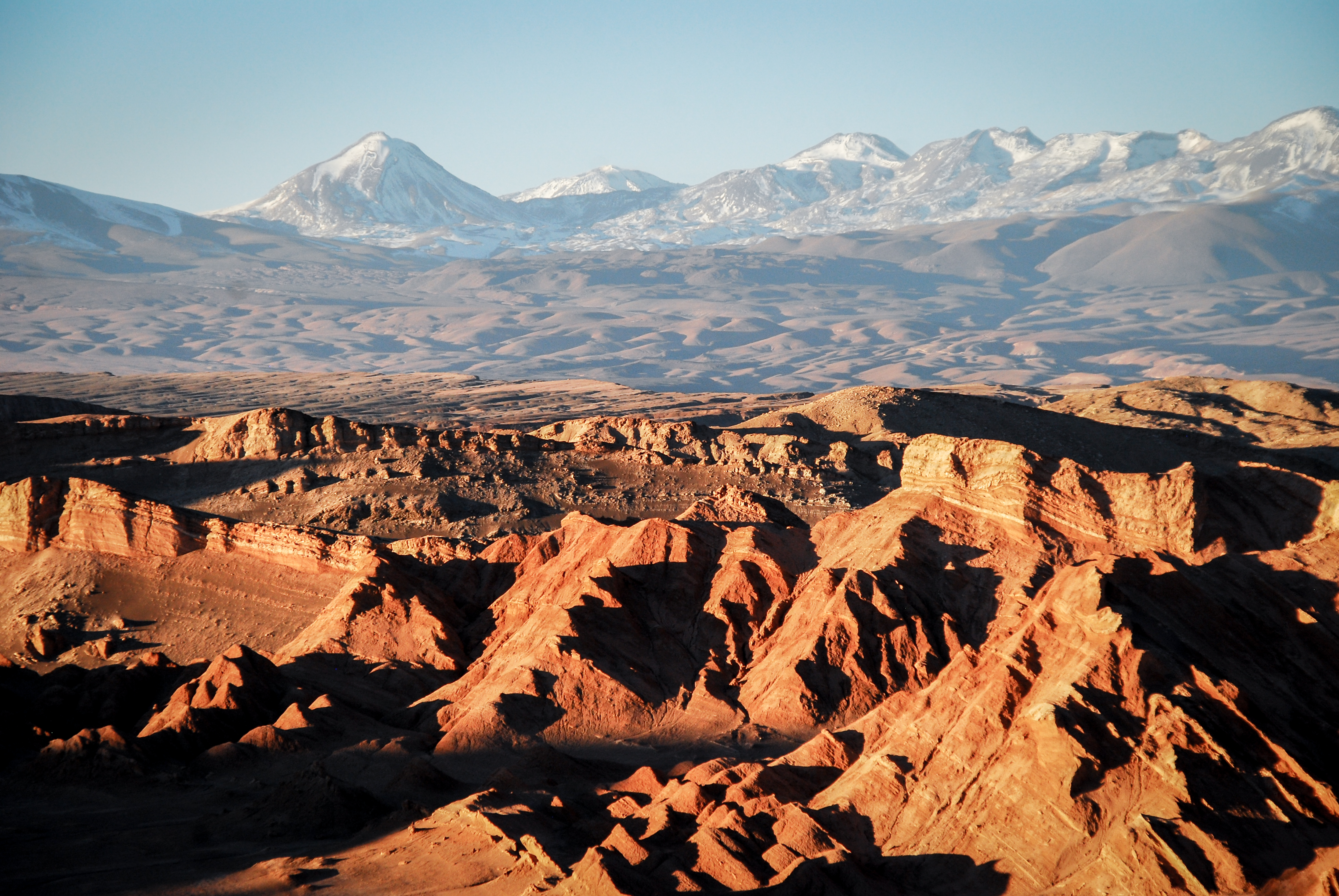
Valle de la Muerte y el volcán Colorados

Pertenece a una cordillera que corre de norte a sur por la frontera entre Chile y Argentina; la cordillera se conoce como la Sierra de los Colorados. 
Según algunos mapas, el Cerro Colorados, (conocido también como Cumbre Negra) se ubica al Sur del paso fronterizo nº 33, que se encuentra en una planicie de altura conocida como la Meseta de los Colorados, (Aunque el Colorados es totalmente chileno).

## Ascenso
El ascenso no tiene registro, debido a que no tiene mayor dificultad para ascender, pero el acceso tiene un nivel de dificultad muy superior comparado con sus vecinos, como Cerro Vicuñas, Ojos del Salado, El Ermitaño (volcán), entre otros. Debido a esta dificultad, su ascensión no es considerada atractiva por los montañistas.[cita requerida]